# オシピー (ニューハンプシャー州)
オシピー（英: Ossipee）は、アメリカ合衆国ニューハンプシャー州の町。キャロル郡の郡庁所在地である。人口は4,443人（2022年推計）。町内には幾つかのビレッジが入っている。リゾート地であり、パイン川州有林の一部が入っている。

## 歴史

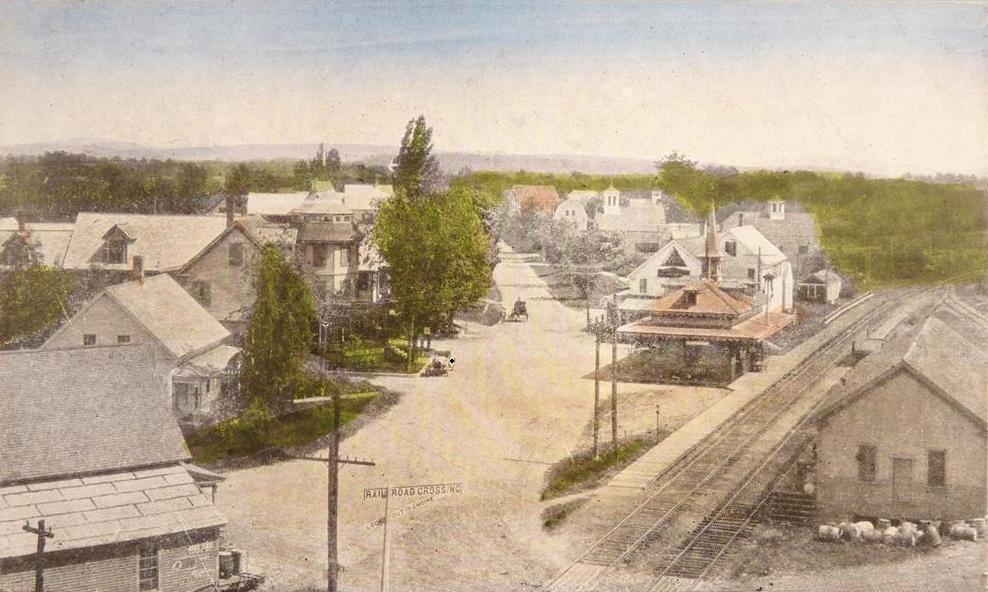
センターオシピー、1915年頃

オシピーとなった地域は当初ウィグワム・ビレッジと呼ばれ、その後ニューガーデンとなり、最後はアルゴンキン語族インディアン12部族の1つであるオシピー族からオシピーと名付けられた。インディアンが防御柵を施した砦のあった場所であり、西に居たモホーク族からの防御を目指していた。1725年、インディアンの砦が破壊され、その後ジョン・ラブウェル大尉が砦を再建した。1785年2月22日、ニューハンプシャー議会がオシピーを町として法人化した。
町の土地は「粗くて平坦ではなく、一部では岩や山がある」が、農夫達は牧草栽培に適していると判断し、さらに小麦やジャガイモを育てた。主要産品は農産物、材木、牛だった。1859年、この時の人口は2,123人であり、町内には製材所12か所、扉工場1つ、窓枠とブラインドの工場1つ、製紙工場1つ、革なめし場4か所があった。1871年、ポーツマス・グレートフォールズ・アンド・コンウェイ鉄道がオシピーコーナーまで開通し、1875年にはセンターオシピーまで延伸された。鉄道は商売と観光客をもたらし、町が夏のリゾート地として発展するのに貢献した。しかし、旅客鉄道の運行は1961年に停止され、1972年には貨物列車もなくなった。
町の西にはオシピー山地もあり、古代の火山性環状岩脈がある円形をした山地である。砂と砂利の産地であり、ニューハンプシャー・ノースコースト鉄道によってマサチューセッツ州ボストン市まで運ばれている。

## 地理
アメリカ合衆国国勢調査局に拠れば、町域全面積は75.6平方マイル (196 km2)であり、このうち陸地70.8平方マイル (183 km2)、水域は4.8平方マイル (12 km2)で水域率は6.37% である。オシピー町内をオシピー川、パイン川、ビーチ川、ベアキャンプ川、ラベル川が流れている。町の北東部にオシピー湖がある。町内最高地点は標高2,080フィート (630 m) の無名の山であり、町内西部のオシピー山地の中にある。
町内をニューハンプシャー州道16号線、同25号線、同28号線、道171号線が通っている。町の北東はフリーダムとエフィンガム、南東はウェイクフィールド、南西はウルフボロ、タフトンボロ、ムールトンボロ、北西はタムワース、北はマディソンの各町に接している。
町の中に2つある主要な地区はセンターオシピーとオシピーコーナーである。センターオシピーはニューハンプシャー州道16号線と同25号線の交差点南近くにあり、オシピーコーナー（地形図では『オシピー』と表示されている）はセンターオシピーの南5マイル (8 km)、州道28号線と同171号線の交差点にあり、州道16号線も近い。その他のビレッジとして、ウェストオシピーが州道16号線と同25号線の交差点北、タムワースとの町境近くにあり、ムールトンビルはセンターオシピーの直ぐ西にあり、ウォータービレッジは州道171号線沿い、タフトンボロとの町境近くにある。

## 人口動態

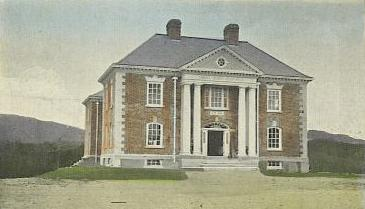
キャロル郡庁舎、1921年。1916年に建てられ、現在はオシピー歴史協会博物館

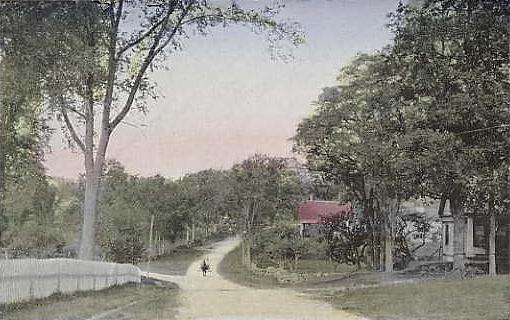
町内の通り、1910年頃

以下は2000年国勢調査による人口統計データである。
| 基礎データ - 人口: 4,211 人 - 世帯数: 1,672 世帯 - 家族数: 1,153 家族 - 人口密度: 22.9人/km2（59.2 人/mi2） - 住居数: 2,742 軒 - 住居密度: 14.9軒/km2（38.5 軒/mi2） 人種別人口構成 - 白人: 97.96% - アフリカン・アメリカン: 0.14% - ネイティブ・アメリカン: 0.38% - アジア人: 0.21% - その他の人種: 0.07% - 混血: 1.23% - ヒスパニック・ラテン系: 0.33% 年齢別人口構成 - 18歳未満: 23.9% - 18-24歳: 6.2% - 25-44歳: 25.9% - 45-64歳: 26.2% - 65歳以上: 17.8% - 年齢の中央値: 42歳 - 性比（女性100人あたり男性の人口） - 総人口: 99.9 - 18歳以上: 96.5 | 世帯と家族（対世帯数） - 18歳未満の子供がいる: 29.6% - 結婚・同居している夫婦: 54.7% - 未婚・離婚・死別女性が世帯主: 9.2% - 非家族世帯: 31.0% - 単身世帯: 25.3% - 65歳以上の老人1人暮らし: 11.5% - 平均構成人数 - 世帯: 2.43人 - 家族: 2.90人 収入と家計 - 収入の中央値 - 世帯: 34,709米ドル - 家族: 38,790米ドル - 性別 - 男性: 27,388米ドル - 女性: 21,579米ドル - 人口1人あたり収入: 18,092米ドル - 貧困線以下 - 対人口: 10.0% - 対家族数: 7.7% - 18歳未満: 15.0% - 65歳以上: 6.6% |

## 見どころ
- オシピー歴史協会博物館[8]
- オシピー湖
- オシピー・パイン荒地[9]